# Lars Larsen (calciatore 1969)
Lars Bo Larsen (Roskilde, 14 novembre 1969) è un ex calciatore danese, di ruolo difensore.

## Carriera

### Club
Larsen cominciò la carriera con la maglia del Roskilde. In seguito, vestì le casacche di Helsingør e Ølstykke, per poi accordarsi con il Fremad Amager. Dal 1996 al 2001, fu in forza all'AB. Ritornò allo Ølstykke, prima di trasferirsi ai norvegesi del Moss. Esordì nella 1. divisjon il 10 agosto 2003, quando fu titolare nella vittoria per 2-1 sul Bærum. Si ritirò a fine stagione.

### Nazionale
Conta una presenza per la Danimarca under 21. Il 7 giugno 1990, infatti, subentrò a Miklos Molnar nella vittoria per 3-2 contro la Norvegia under 21.